# 刺鳅侧尾虫
刺鳅侧尾虫（学名：Laterocaudata mastacembelua）为尾孢科侧尾虫属的动物。在中国，分布于广东等，营寄生生活，寄生在刺鳅的鳃、皮肤、鳍。